# Mantajun
Mantajun is een bestuurslaag in het regentschap Sumenep van de provincie Oost-Java, Indonesië. Mantajun telt 3102 inwoners (volkstelling 2010).